# Velký Ussurijský ostrov

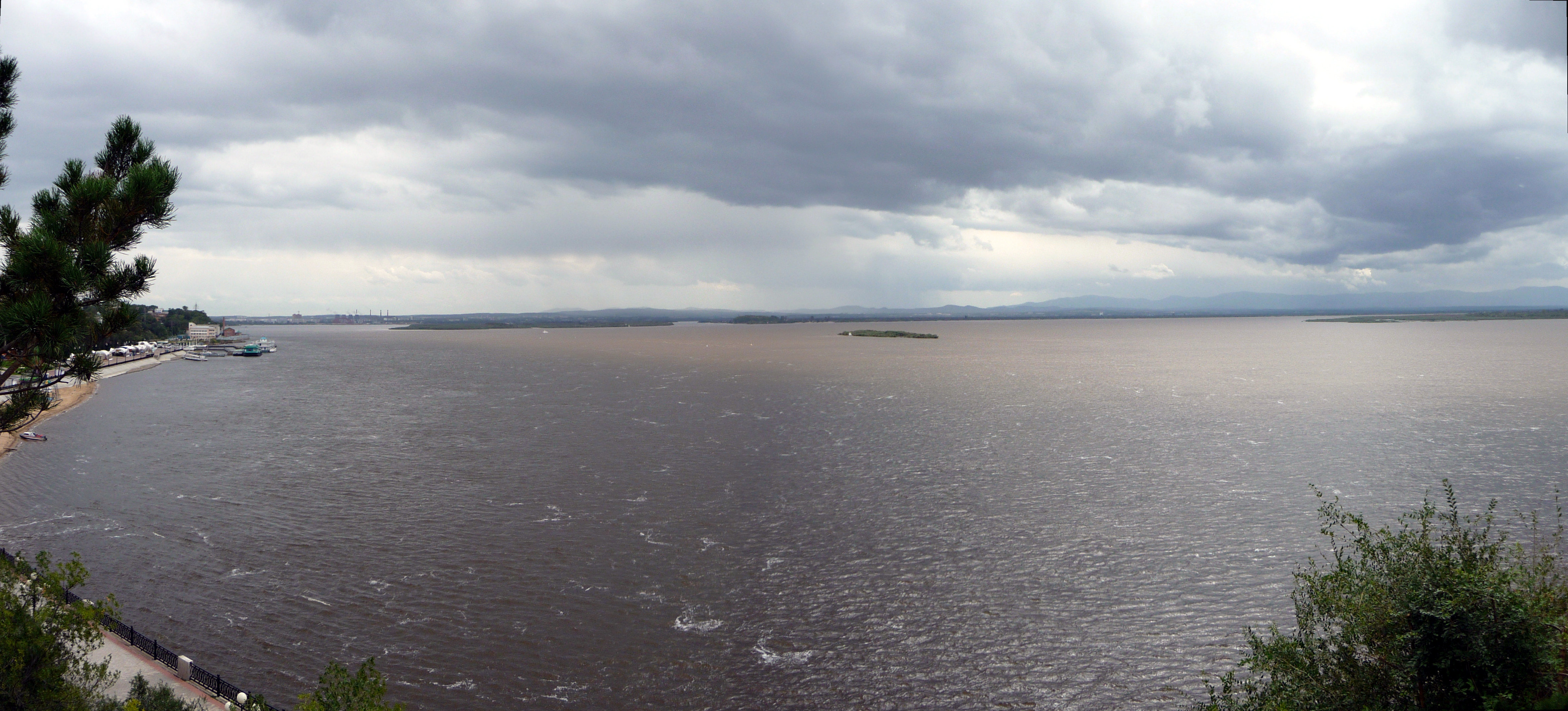
Soutok Amuru a Ussuri v Chabarovsku, uprostřed je vidět cíp ostrova Velký Ussurijský

Velký Ussurijský (rusky Большой Уссурийский , čínsky 黑瞎子岛 pchin-jin Hēixiāzi Dǎo česká transkripce Chej-sia-c' tao v překladu do češtiny Ostrov černého medvěda) je ostrov v ústí řeky Ussuri do Amuru.
Ostrov zaujímá plochu od 327 do 350 km², v závislosti na výši hladiny Amuru a Ussuri. Západní část ostrova je součástí ČLR, východní část Ruska. Naproti ruské části ostrova leží střed města Chabarovsk, jehož správní součástí je i ruská osada Ussurijskij, nacházející se na východní části ostrova.

## Územní spor
Ostrov Velký Ussurijský byl spolu se sousedním ostrovem Tarabarov a obklopujícími je menšími ostrovy od roku 1929 obsazen sovětskými ozbrojenými silami. Od roku 1964 tato území nárokovala Čínská lidová republika. Po rozpadu Sovětského svazu je kontrolovalo Rusko. 14. října 2008 Rusko na základě dohody o demarkaci rusko-čínské hranice z roku 2005 předalo ČLR část sporného území, zejména ostrov Tarabarov a západní část ostrova Velký Ussurijský.